# Loi du double vote
La loi du double vote est une loi française promulguée le 29 juin 1820 durant la Restauration et pendant le règne de Louis XVIII. Elle remplace la Loi Lainé. Elle crée des collèges électoraux, dont un qui votait deux fois pour élire les députés.

## Contexte
Le pays est en pleine crise politique à la suite de l'assassinat le 13 février 1820 du duc de Berry, alors troisième dans l'ordre de succession au trône en cas de mort de Louis XVIII mais surtout seul à pouvoir assurer la naissance d'un héritier mâle et donc le maintien du pouvoir chez la branche aînée des Bourbons. La loi fut adoptée pour renforcer la représentativité des monarchistes et des ultras dans la Chambre des députés. La Chambre était en effet majoritairement d'inspiration libérale depuis les élections de 1816, le renouvellement annuel par cinquième n'ayant fait qu'accroître cette tendance.
Le suffrage à cette époque est censitaire c'est-à-dire qu'il est réservé aux citoyens qui paient un seuil minimal d'impôt, historiquement lié aux revenus fonciers dont l'aristocratie bénéficiait. Par conséquent le régime filtre à la source les électeurs potentiels afin de mettre en place une majorité conservatrice[réf. nécessaire].
« Les quatre vieilles » : c'est ainsi que sont nommés les principaux impôts directs durant la Restauration, sur lesquels est calculé le seuil minimal légal, alors condition indispensable pour pouvoir prétendre aux droits civiques :
- l'impôt foncier ;
- la taxe mobilière et personnelle ;
- la patente ;
- l'impôt sur les portes et fenêtres.

Pour être électeur, il faut payer des impôts directs à hauteur de 300 francs. Les collèges d'arrondissement regroupent l'ensemble de ces électeurs et conservent le droit d'élire directement au scrutin uninominal les 258 députés préexistants.

## La nouvelle loi
La nouvelle loi organise un deuxième collège au niveau départemental composé du quart des électeurs les plus imposés des collèges d'arrondissement. C'est ce collège départemental qui désigne 172 nouveaux députés qui s'ajoutent aux 258 députés préexistants, élus au scrutin uninominal. Cette loi favorise le quart le plus imposé en lui permettant de voter deux fois, d'où le nom donné à la loi.
Ce dispositif électoral très atypique fait l'objet de longue discussion à la Chambre et de manifestations d'étudiants autour de celle-ci. Mais la force de la réaction l'emporte et la loi est adoptée le 12 juin 1820 par 154 voix contre 95.
Le nombre de députés élus au scrutin uninominal étant inférieur au nombre d'arrondissements, le gouvernement doit procéder à un découpage électoral sans se fonder sur des circonscriptions administratives ou traditionnelles, ce qui était alors une innovation absolue en Europe.

## Abrogation de la loi
La loi du double vote apparaît intolérable aux élites politiques issues de la Révolution de Juillet. Le Gouvernement de Jacques Laffitte dépose un projet de loi électorale en février 1831. Le texte final est adopté le 19 avril 1831. En plus de supprimer le système « surcensitaire » du double vote, la nouvelle loi électorale abaisse le cens à deux cents francs.